# Кременевка
Кре́меневка (рос. Кременевка) — присілок у складі Цілинного округу Курганської області, Росія.
Населення — 88 осіб (2010, 204 у 2002).
Національний склад станом на 2002 рік:
- росіяни — 74 %